# Annie Coz
Pour les articles homonymes, voir Coz (homonymie).
Œuvres principales
Bili er Mor (Des galets dans la mer)
Annie Coz, née le 6 novembre 1945 dans le Pays Bigouden (Finistère), est une écrivaine bretonne d'expression bretonne.

## Biographie
Écrivain breton, originaire de Plonéour-Lanvern, Annie Coz vit entre Guilvinec et Rennes où elle a enseigné l'allemand pendant une trentaine d'années, avant de prendre sa retraite et de se réapproprier et approfondir le breton, la langue de son enfance. Elle s’est mise à écrire en breton, inspirée par le dialogue inégal entre les deux cultures qui l’ont nourrie. Elle fait partie du collectif d'auteurs bigoudens Les Plumes du paon.
Bili er mor (Des galets dans la mer), son recueil de nouvelles, a reçu le prix France 3 de l’avenir du breton, le prix du roman en breton de la Ville de Vannes, et le prix Per Jakez Hélias en breton de l’association des écrivains bretons.

## Publications
- Bili er mor, Skol Vreizh 2014.  Nouvelles.
- Milio hag ar viziterien noz , Skol Vreizh 2015, roman policier pour les enfants de 9 à 13 ans.
- Nolwenn, Bim hag al laer, éditions Keit vimp bev, 2016.